# Sidi Boubekeur
Sidi Boubekeur (em árabe: سيدي بوبكر) é uma comuna localizada na província de Saïda, Argélia. De acordo com o censo de 2008, a população total da cidade era de 19 282 habitantes.